# 평의회 민주주의
평의회 민주주의(영어: council democracy)는 공민에 의해 직접선출된 노동자평의회가 통치권을 발휘하는 정치체제다. 평의회들은 각자의 선거권자에 대하여 직접적 책임을 지며, 평의원은 언제나 선거권자에 의해 소환될 수 있다.

## 같이 보기
- 아나르코공산주의
- 평의회공산주의
- 신민주주의 (마오쩌둥 사상)
- 인민민주주의
- 자유평의회